# فرودگاه فارم یارد فیلد
فرودگاه فارم یارد فیلد (به انگلیسی: Farm Yard Field) یک فرودگاه خصوصی است که یک باند فرود چمن دارد و طول باند آن ۷۱۶ متر است. این فرودگاه در کشور ایالات متحده آمریکا قرار دارد و در ارتفاع ۷۰ متری از سطح دریا واقع شده است.